# Velká žranice
Velká žranice (La grande bouffe, La grande abbuffata) je francouzsko-italský film režiséra Marca Ferreriho z roku 1973.
Film získal Cenu FIPRESCI na Mezinárodním filmovém festivalu v Cannes v roce 1973. V době uvedení byl považován za kontroverzní a byly učiněny pokusy jej zakázat.
Čtveřice přátel - pilot Marcello, restauratér Ugo, televizní režisér Michel a postarší maminčin mazánek - soudce Philippe - se schází ve Philippově neobývaném domě na okraji Paříže, aby společně spáchala podivný druh sebevraždy - přežrala se vybranými lahůdkami k smrti. To se jim také během víkendu postupně podaří. Během žranice se k nim přidává učitelka Andréa, která jim pomáhá dílo dokonat.

## Obsazení
- Marcello Mastroianni - Marcello
- Ugo Tognazzi - Ugo
- Michel Piccoli - Michel
- Philippe Noiret - Philippe
- Andrea Ferréol - Andréa